# 里弗賽德 (愛荷華州)
里弗賽德（英語：Riverside）是一個位於美國愛荷華州華盛頓縣的城市。

## 地理
里弗賽德的座標為41°28′55″N 91°34′36″W / 41.48194°N 91.57667°W，而該地的平均海拔高度為198米（即650英尺）。

## 人口
根據2010年美國人口普查的數據，里弗賽德的面積為4.45平方千米，當中陸地面積為4.45平方千米，而水域面積為0.00平方千米。當地共有人口993人，而人口密度為每平方千米223人。